# Affaire Geel-Namur
L'Affaire Geel-Namur est le nom générique d'un grave litige administratif entre l'URBSFA, et deux de ces clubs : l'UR Namur et le K. FC Verbroedering Geel. 
L'affaire connaît une longue saga, faite d'une succession de réclamations et de plaintes, d'appels et d'évocations, d'abord au sein de la Fédération belge de football puis qui déborde vers les tribunaux civils. Toute l'affaire commence au terme de la saison de football 2006-2007. Le verdict sportif avalisé par la fédération est remis en question pour une licence d'accès au football rémunéré accordée, injustement selon Namur, au club de Geel. 
Ce dossier et ses rebondissements prennent en otage toutes les équipes du championnat belge 2007-2008 de Division 2 d'abord puis de Division 3 ensuite.
La longue affaire se solde presque dans une impasse sur un « pseudo-Jugement de Salomon », qui a comme conséquence de pénaliser d'autres clubs deux saisons plus tard !

## Préambule
Lors de la saison 1999-2000, le K. FC Verbroedering Geel participe au championnat de Division 1. Relégué après cette courte expérience, le club n'a de cesse de vouloir retrouver l'élite. Il milite en Division 2 lors des six exercices suivants.
À la fin de l'année 2005, le club campinois se retrouve au centre de l'actualité en étant accusé de tentative de corruption à l'encontre du K. Red Star Waasland pendant le tour final de Division 2 2004-2005 (voir ⇒Affaire Geel-Waasland).
Criant son innocence durant toute la durée de la procédure, Geel est sanctionné et condamné à descendre d'une division. À la suite d'une plainte de Waasland, Geel est même interdit de participation au tour final, par lequel il espère décrocher la place montante et ainsi éviter, dans le pire des cas, la relégation qui lui a été infligée.
À la fin de la saison 2005-2006, le Verbroedering Geel est renvoyé en Division 3.

## Contexte de la saison 2006-2007

### Verbroedering Geel
Puni et surtout avec son image sérieusement ternie à la suite de la récente affaire de corruption, Geel n'a pas d'autres choix que de prendre part au championnat de Division 3. Versé dans la série A, il est un des principaux favoris. Cependant, le « matricule 395 » loupe le titre qui est remporté par le R. FC Tournai et doit reporter ses espoirs de montée sur le tour final.

### UR Namur
Ayant quitté la Division 2 en 1967, l'UR Namur court derrière son beau passé. Le club n'a plus jamais dépassé le stade de la Division 3. Il a même connu trois relégations en Promotion et sans oublier qu'il a glissé en Première provinciale (5e niveau de la hiérarchie) en 1984 pendant deux saisons. Les diverses tentatives pour relancer le « matricule 156 » se sont à chaque fois heurtées aux limites financières dans lesquelles  il se trouve. Des fusions et rapprochements avec les clubs voisins ou proches n'apportent pas la solution espérée.
On craint plusieurs fois le pire tant les finances des « Merles » sont délicates. Dans le courant de l'année 2003, le président namurois en exercice, Armand Kaida est suspecté de malversation dans la gestion du casino de la ville. Le club perd plusieurs de ses administrateurs et le pessimisme règne. Mais en mai 2004, le club a un nouveau président en la personne de Jean-Claude Baudart. Un homme ayant réussi dans les affaires à la tête de la société « BD Food ». Inconnu dans le milieu du football, l'homme va rapidement se tailler une réputation sulfureuse mais à son corps défendant.
Au terme de la saison 2004-2005, l'UR Namur est proche de la dégringolade en Promotion. Il s'incline durant les matches de barrage et ne doit son salut qu'à la sanction administrative qui frappe le Patro Eisden pour sauver sa peau en D3. Deux ans plus tard, après une saison de stabilisation, Jean-Claude Baudart pense bien qu'il va réussir son pari un peu fou : ramener l'UR Namur en D2 !
Durant le championnat 2006-2007, l'équipe namuroise réussit son parcours mais doit compter avec un très solide Olympic de Charleroi. Les « Dogues » décrochent le titre et les « Merles » doivent se replier sur le tour final.

### Tour final de D2-D3
Le tour final pour l'attribution  d'une place en Division 2 débute le 13 mai 2007 et trouve son épilogue sportif le 10 juin 2007.  Chaque tour de cette mini-compétition fait l'objet de matches aller/retour. K. FC Verbroedering Geel et l'UR Namur remportent leurs quatre rencontres et forts de ce parcours sans faute atteignent logiquement la finale.
Geel élimine Sprimont puis sort victorieux du derby campinois contre son assez proche voisin du Dessel Sport qui se retrouve ainsi condamné à descendre.
Namur est irréprochable contre Diegem Sport puis face à Cappellen.
La dernière étape est dominée par Geel. Jouant la manche « aller » à domicile, le club campinois s'octroie un avantage de deux buts (2-0). Lors du retour au stade des Bas-Prés, Namur tente vainement de refaire son retard mais doit une nouvelle fois baisser pavillon (0-1) devant le « matricule 395 » qui gagne de droit de retourner au 2e niveau.
Mais le jour-même de cette finale retour, une conversation entretenue avec le président namurois Jean-Claude Baudart fait comprendre que la suite ne sera pas aussi « sportive ». En substance le patron mosan, qui malgré la perte de la finale, ne semble pas trop soucieux dit : «Je ne m'en fait pas trop. Geel est terriblement endetté et n'a pas reçu sa licence. Il ne pourra pas l'avoir. De notre côté, nous sommes certains que la dite licence nous sera attribuée et ainsi nous serons repêchés » Vœu pieux ?ou conviction sincère ? Toujours est-il que dans les jours qui suivent débute ce qui, dans les mémoires, est « l'Affaire Geel-Namur ».

## Affaire Geel-Namur
Dans les semaines qui suivent la fin du tour final, l'actualité sportive belge est marquée par les évolutions du litige qui éclate lorsque l'URBSFA contredit ses propres règlements, tergiverse, gagne du temps et donc laisse la porte ouverte aux supputations.
Toute la problématique et les polémiques qui en découlent concernent l'attribution de la licence nécessaire pour accéder au football rémunéré.

### Acte I – Pas de licence pour Geel
Le 15 juin 2007, la Commission des licences de l'URBSFA refuse le dossier de Geel, le considérant incomplet. Le même jour, la même commission reporte sa décision d'une semaine quant à la demande de licence introduite par l'UR Namur.
On comprend dès ce moment que le dossier va mettre du temps à se dénouer. Les cas de figure restent nombreux. Geel de son côté annonce se pourvoir en Appel de la décision qui lui est défavorable.

### Acte II – Namur obtient sa licence
Le 27 juin 2007, l'UR Namur se voit attribuer le précieux sésame pour pouvoir monter en D2. Le matricule 156 doit cependant attendre la décision d'Appel introduit par Geel devant la commission idoine.

### Acte III – Geel a gain de cause en Appel
Le 4 juillet 2007, Geel jubile. La Commission d'Appel lui a donné raison et lui accorde sa licence.
Les dirigeants de l'UR Namur réagissent immédiatement et crient au scandale. Pour eux, Geel accuserait plus de 3 millions de dettes, auraient ajouté des pièces supplémentaires à leur dossier ce qui est interdit en cas d'Appel. Namur estime aussi que la Commission qui a siégé et statué en faveur du cercle campinois n'aurait pas respecté la parité linguistique dans sa composition.

### Acte IV – Namur «en référés»
Furieux du déroulement des opérations, l'UR Namur dépose officiellement réclamation contre la décision rendue par la Cour d'Appel de la Commission des licences. Pour les motifs énoncés ci-dessus, le club mosan introduit une action devant le Tribunal des référés. Le 16 juillet 2007, la cour civile enjoint l'URBSFA de suspendre la décision du 4 juillet et lui inflige une astreinte de 10 000 euro par jour de retard dans l'application du jugement.

### Acte V – L'URBSFA tergiverse et tente de gagner du temps
La Fédération de football prend acte de la décision du tribunal, prononcée le 16 juillet et décide de ne pas aller en Appel. Une lettre est alors transmise à Namur déclarant que si la décision de la Commission d'Appel est suspendue, cela n'ouvre pas la porte de la D2 à Namur.
L'Union Belge propose aux clubs de s'adresser à la « Cour Belge d'arbitrage du Sport » (CBAS) afin de trouver en consensus au litige.
Le 19 juillet 2007, l'UR Namur fait savoir qu'elle rejette la proposition d'aller devant la CBAS et déclare par la voix de son avocat, Maître Misson : « Cette proposition de l'Union belge, qui ne fait que relayer ce que lui demande la Fifa, c'est une conception quasi fascisante de la justice. Défendre ses droits devant un tribunal, c'est un droit élémentaire, le monde du sport ne peut l'en empêcher. »

### Acte VI – Une D2 avec 17 clubs?
Le club porteur du « matricule 156 » réitère sa demande de pouvoir évoluer en Division 2. Le 31 juillet 2007, cette requête est une nouvelle fois refusée par l'URBSFA. Les dirigeants namurois décident alors d'aller en Appel de ce refus, avant qu'il ne soit statué sur le fond du dossier. Des débats qui ne peuvent avoir lieu avant septembre, en raison des congés judiciaires.
Le dossier est toujours dans l'impasse. Ni Geel, ni Namur ne sont autorisés à monter. La reprise du championnat est prévue le 15 août. De nombreuses questions sont soulevées mais restent sans réponse.

### Acte VII – Reprise du championnat
À la date prévue, soit le 15 août 2007, le championnat de D2 reprend avec 17 clubs mais les doutes sont nombreux car ni Namur, ni Geel ne renoncent à faire valoir le droit. La deuxième journée se déroule deux semaines plus tard sans que les incertitudes ne soient levées.

### Acte VIII – Namur «en référé» (bis)
L'UR Namur intente une nouvelle action devant le Tribunal des Référés de Namur qui le vendredi 7 septembre 2007 ordonne la suspension des compétitions de D2, mais aussi de D3 qui entretemps ont elles aussi commencé.
Une astreinte de 75 000 euro menace la fédération par jour de retard. L'URBSFA réagit et décrète la remise générale des rencontres de D2 et D3 prévues le week-end des 8 et 9 septembre. En fin d'après-midi du 07/09, l'UB propose d'intégrer Namur à la D2. La décision ne peut être prise que par les clubs de la division concernée réunis en Assemblée Générale.
Le mercredi 12 septembre 2007, comme l'exige le règlement, c'est l'Assemblée Générale des clubs de D2 qui accepte la proposition : Namur monte en D2, qui atteint le total de 18 clubs ; tandis que Geel est maintenu en D3. 
Dans les médias traditionnels et sur la toile Internet, les commentaires se déchaînent contre ce nouveau camouflet du football belge. L'UEFA, l'instance supérieure du football européen, grince des dents et exige une solution rapide de l'« Union Belge de football ».

### Acte IX – Geel, contre-attaque
N'acceptant pas le verdict du 12 septembre, le Verbroedering Geel intente une action devant le Tribunal des Référés de Turnhout qui le vendredi 14 septembre 2007 exige à son tour la suspension des championnats de D2 et D3, et inflige la même astreinte de 75 000 euro par jour de retard.
Une nouvelle fois, l'URBSFA prononce la remise générale des rencontres de D2 et D3 prévues le week-end des 15 et 16 septembre.

### Acte X – La Division 2 avec 19 équipes
La Fédération de football accepte d'intégrer Geel à la Division 2. Celle-ci, où quatre journées ont déjà été disputées, compte donc 19 clubs.
Le calendrier est entièrement adapté en date du 18 septembre 2007. Les compétitions reprennent le week-end suivant et sont évidemment parfois décousues en raison des matches déjà joués et du nombre impair de participants. Le Division 3 prévue pour 32 équipes se joue finalement à 31, soit une série de 16 et une de 15 clubs.
Le 22 décembre 2007, pour le plus grand bonheur des supporters de l'Union, Namur l'emporte à domicile 5-2 contre Geel. Les supporters entonnent "19 in tweede is een te veel" (19 en deuxième division, c'est un de trop) entre deux "We wish you a merry Christmas" pour insister sur l'absurdité de jouer à cette période de l'année. Au match retour, Namur l'emporte à nouveau sur le score de 0-1. 
Geel termine finalement la saison en dernière position et Namur se sauve sportive à Visé au tour final après avoir terminé dix-septième de la saison "régulière". 

### Acte XI – Nouvelles tergiversations
La modification du nombre de participants à la Division 2 entraîne de nouvelles interrogations : quid du nombre de descendants et de barragistes.
Les questions restent longtemps en suspens. Les différentes commissions de la Fédération tergiversent beaucoup. Ce n'est qu'au bout de longues semaines que la décision ne tombe : formule inchangée soit deux descendants directs et un barragiste.

## Conséquences et suites
La première conséquence coule de source, la crédibilité de l'URBSFA en prend un sérieux coup, d'autant plus que le feuilleton de ce litige administrativo-juridico-sportif a été énormément relayé et commenté à l'étranger par les médias traditionnels et la sphère Internet.
À la suite de « l'Affaire Geel-Namur », une adaptation notable est apportée à la réglementation : dorénavant l'accès aux tours finaux, soit internes au football rémunéré (D2 vers D1) ou soit pour y accéder (D3 vers D2) sont subordonnés à l'octroi AU PREALABLE d'une licence. La clarification est faite mais pas totalement. En cause, la possibilité d'interjeter Appel contre un refus de licence, puis éventuellement de se pourvoir devant la CBAS, maintient la possibilité d'incertitudes. Une autre cause de souci est le délai pour l'introduction de demande de licences (en plein cœur de la saison concernée) retarde le début des études des différents dossiers et des débats afférents à leur analyse.

### Ouverture de la boîte de Pandore
Le feuilleton tragi-comique de « l'Affaire Geel-Namur » a pour conséquence d'ouvrir la boîte de Pandore aux insatisfaits et à ceux que l'on est en droit d'appeler les « mauvais perdants ».
Le mal qui ronge l'instance suprême du foot' belge n'est pas neuf, mais prend une nouvelle dimension : de nombreux clubs, le couteau des impératifs financiers sous la gorge, amènent les litiges devant les Tribunaux civils.
L'autorité de l'UB est gravement remise en cause et celle-ci tarde à apporter les changements nécessaires à ses règlements.
Dans les saisons qui suivent, le football belge des séries nationales connaît d'autres variantes de cette Affaire Geel-Namur, tantôt pour une licence non accordée, tantôt pour une relégation non acceptée par le puni, etc.

### Séquelles en 2008-2009
Lors du championnat de Division 2 2008-2009 des séquelles de l'Affaire Geel-Namur pénalisent encore certains clubs.
L'Union Belge et ses commissions ad hoc tardent à prendre une décision ferme quant à la manière la plus pragmatique de ramener la D2 à 18 clubs. Ces hésitations se payent cher, car la Ligue Nationale (organe qui regroupe les clubs de D2) est surprise par la Ligue professionnelle (organe qui regroupe les clubs de D1) quand celle-ci décide UNILATERALEMENT d'une réforme du Championnat de D1. Celui-ci va se jouer non plus à 18 mais 16 dès la saison 2009-2010 !
Contrainte d'absorber deux clubs de l'étage supérieur et de recevoir les deux montants prévus depuis l'étage inférieur, la ligue des clubs de D2 doit trouver une solution dans l'urgence. Après deux tiers de la compétition, il est décidé que trois clubs seraient barragistes à l'issue du championnat. L'Olympic de Charleroi et l'Excelsior Virton font les frais de cette mesure car ils sont relégués durant le tour final. Si le club gaumais limite les dégâts, pour le cercle carolorégien, c'est une véritable catastrophe qui s'annonce. Ses principaux investisseurs se retirent et le « matricule 246 », mit en faillite, est proche de la disparition deux ans plus tard.

### Que sont-ils devenus?
Les deux clubs en cause dans cette Affaire Geel-Namur ont connu des fortunes diverses, mais pour l'un comme pour l'autre, peu enviée.

#### Geel
Classé 19e et dernier de la Division 2, le K. FC Verbroedering Geel, criblé de dettes, jette l'éponge juste avant le début de la saison 2008-2009. Le « matricule 395 » disparaît. Divers dirigeants et sympathisants du désormais ex-Verbroedering Geel rejoignent le cercle voisin du FC Verbroedering Meerhout' (matricule 2169) qui prend ensuite le nom de  FC Verbroedering Geel-Meerhout.

#### Namur
L'UR Namur se sauve en D2 via le tour final en 2008, mais un an plus tard, le cercle a un budget insuffisant. Une piste « d'investisseurs italiens »  est évoquée mais n'aboutit pas. Des hommes d'affaires des Balkans débarquent en bord de Meuse. Le parquet de joueurs qu'ils amènent ne fournit rien.  Namur s'écroule sportivement après un très beau départ. Il est relégué en D3. Deux ans plus, lors qu'éclate un scandale de matches truqués au niveau européen, de graves soupçons pèsent sur plusieurs matches de Namur de la période 2008-2009. Plusieurs des personnages de Balkans qui sont passés par Namur durant ce laps de temps sont arrêtés et gravement mis en cause.
Avant le début de la saison suivante, des litiges internes et un ras-le-bol de l'intéressé amènent le départ du président Jean-Claude Baudart ? Celui-ci tente par après de relancer le petit club du SC Petit-Warêt. Mais l'expérience fait long feu et certains brocardent celui qui avait pourtant ramené l'UR Namur en D2. Au printemps 2013, le nom de Jean-Claude Baudart revient plusieurs fois dans l'actualité puisqu'il aurait marqué son envie de renouer avec le milieu du football.
Si le matricule 156 se maintient en milieu de tableau une saison, il est plongé dans la lutte pour le maintien en 2010-2011. Il assure son maintien mais, à la suite d'une plainte de Grimbergen et de Ternat il perd de nombreux points pour avoir aligné un joueur considérer comme non-qualifié. Le club retourne en Promotion.
L'UR Namur loupe la montée en 2012-2013 lors du tour final mais son avenir est incertain. Le cercle resterait sous la menace d'une plainte de son ancien président Baudart lequel réclame le remboursement d'une créance.

#### Olympic et Virton
Victime indirectes de l'Affaire Geel-Namur, les deux clubs contraints de jouer les barrages en 2009 ont connu des destins différents.
En 2013, Virton a gagné le titre de sa série de D3 et peut ainsi remonter à l'étage supérieur.
Par contre, l'Olympic gravement endetté a frôlé la disparition pure et simple. Sans l'intervention in extremis en juin 2012 d'Adem Shain à la tête d'un groupe de commerçants carolos le « matricule 246 » aurait été radié. En 2013-2014, il évolue en Promotion